# 佐那河内村立宮前小学校
佐那河内村立宮前小学校（さなごうちそんりつ みやまえしょうがっこう）は、徳島県名東郡佐那河内村上字宮前にあった公立小学校。

校名の由来は、朝宮神社の真ん前にあったから。

児童数の減少などの理由で1969年3月31日をもって閉校し、同年4月1日に佐那河内村立佐那河内小学校に統合された。現在、跡地には、ビニールハウスが建っている。。

## 基礎データ
全校生徒数
- 約200人（1955年（昭和30年）当時）

全卒業生数　
- ？人

最寄バス停
- 徳島バス朝宮バス停

## 沿革
- 1882年（明治15年） - 創立。
- 1957年（昭和32年） - 給食が始まる。
- 1969年（昭和44年）
  - 3月31日 - 児童数の減少により廃校。
  - 4月1日 - 佐那河内小学校に統合された[1]。

## 関連学校
- 佐那河内村立高樋小学校（1969年（昭和44年）廃校）
- 佐那河内村立嵯峨小学校（1969年（昭和44年）廃校）
- 佐那河内村立佐那河内小学校
- 佐那河内村立佐那河内中学校